# Клатичево
Клатичево је село у општини Горњи Милановац у Моравичком округу, а налази се између Такова и Бруснице. Према попису из 2022. било је 216 становника. Удаљено је 8 км од Горњег Милановца. Налази се на надморској висини од 370 до 550 м и површини од 743 ха.
Ово село је првобитно имало општину и школу у Калиманићима. Припада парохији цркве Свете Тројице у Горњем Милановцу. Сеоска слава је трећи дан Тројица.
Овде се налазе Стари споменици на сеоском гробљу у Клатичеву (општина Горњи Милановац), Крајпуташ у Срчанику и Крајпуташ у Клатичеву.

## Историја
Клатичево је још једно од великог броја села која су била исељена доласком Турака. Досељеници из Старог Влаха и Црне Горе су га наново населили у 18. веку.
У ратовима у периоду од 1912. до 1918. године село је дало 59 ратника. Погинуло их је 46 а 13 је преживело.

## Демографија
У пописима село је 1910. године имало 360 становника, 1921. године 319, а 2002. године тај број је спао на 284.
У насељу Клатичево живи 229 пунолетних становника, а просечна старост становништва износи 44,5 година (44,1 код мушкараца и 45,0 код жена). У насељу има 92 домаћинства, а просечан број чланова по домаћинству је 3,05.
Ово насеље је великим делом насељено Србима (према попису из 2002. године).
|  |

| Демографија | Демографија | Демографија |
| Година      | Становника  | Становника  |
| ----------- | ----------- | ----------- |
| 1948.       | 451         |             |
| 1953.       | 462         |             |
| 1961.       | 405         |             |
| 1971.       | 323         |             |
| 1981.       | 314         |             |
| 1991.       | 280         | 278         |
| 2002.       | 281         | 284         |
| 2011.       | 286         |             |

| Етнички састав према попису из 2002.‍ | Етнички састав према попису из 2002.‍ | Етнички састав према попису из 2002.‍ | Етнички састав према попису из 2002.‍ | Етнички састав према попису из 2002.‍ |
| ------------------------------------ | ------------------------------------ | ------------------------------------ | ------------------------------------ | ------------------------------------ |
|                                      |                                      |                                      |                                      |                                      |
| Срби                                 | Срби                                 |                                      | 280                                  | 99,64%                               |
| Македонци                            | Македонци                            |                                      | 1                                    | 0,35%                                |
| непознато                            | непознато                            |                                      | 0                                    | 0,0%                                 |

| Година пописа     | 1948. | 1953. | 1961. | 1971. | 1981. | 1991. | 2002. |
| ----------------- | ----- | ----- | ----- | ----- | ----- | ----- | ----- |
| Број домаћинстава | 78    | 80    | 85    | 85    | 90    | 80    | 92    |

| Број чланова      | 1  | 2  | 3  | 4  | 5  | 6 | 7 | 8 | 9 | 10 и више | Просек |
| ----------------- | -- | -- | -- | -- | -- | - | - | - | - | --------- | ------ |
| Број домаћинстава | 22 | 22 | 14 | 12 | 11 | 8 | 2 | 1 | 0 | 0         | 3,05   |

| Пол    | Укупно | Неожењен/Неудата | Ожењен/Удата | Удовац/Удовица | Разведен/Разведена | Непознато |
| ------ | ------ | ---------------- | ------------ | -------------- | ------------------ | --------- |
| Мушки  | 124    | 36               | 78           | 10             | 0                  | 0         |
| Женски | 117    | 15               | 76           | 26             | 0                  | 0         |
| УКУПНО | 241    | 51               | 154          | 36             | 0                  | 0         |

| Пол    | Укупно                    | Пољопривреда, лов и шумарство | Рибарство                            | Вађење руде и камена | Прерађивачка индустрија       |
| ------ | ------------------------- | ----------------------------- | ------------------------------------ | -------------------- | ----------------------------- |
| Мушки  | 65                        | 22                            | 0                                    | 1                    | 27                            |
| Женски | 43                        | 7                             | 0                                    | 0                    | 30                            |
| УКУПНО | 108                       | 29                            | 0                                    | 1                    | 57                            |
| Пол    | Производња и снабдевање   | Грађевинарство                | Трговина                             | Хотели и ресторани   | Саобраћај, складиштење и везе |
| Мушки  | 3                         | 1                             | 6                                    | 0                    | 2                             |
| Женски | 0                         | 0                             | 2                                    | 0                    | 1                             |
| УКУПНО | 3                         | 1                             | 8                                    | 0                    | 3                             |
| Пол    | Финансијско посредовање   | Некретнине                    | Државна управа и одбрана             | Образовање           | Здравствени и социјални рад   |
| Мушки  | 0                         | 1                             | 0                                    | 2                    | 0                             |
| Женски | 0                         | 0                             | 0                                    | 0                    | 2                             |
| УКУПНО | 0                         | 1                             | 0                                    | 2                    | 2                             |
| Пол    | Остале услужне активности | Приватна домаћинства          | Екстериторијалне организације и тела | Непознато            | Непознато                     |
| Мушки  | 0                         | 0                             | 0                                    | 0                    | 0                             |
| Женски | 0                         | 1                             | 0                                    | 0                    | 0                             |
| УКУПНО | 0                         | 1                             | 0                                    | 0                    | 0                             |